# Villa An der Bahn 11
Die Villa An der Bahn 11 südlich der Bahn in der niedersächsischen Gemeinde Geestland, Ortsteil Drangstedt, im Landkreis Cuxhaven, stammt aus der ersten Hälfte des 20. Jahrhunderts.
Aktuell (2024) wird sie wohl als Wohnhaus und gewerblich genutzt.
Das Gebäude steht unter Denkmalschutz (siehe auch Liste der Baudenkmale in Geestland).

## Beschreibung
Durch den Bahnanschluss in Drangstedt von 1896 an der Bahnstrecke Lehe–Bederkesa entstand nordwestlich des alten Dorfes ein neuer Siedlungskern, mit einigen hochwertigen Bauten.
Das eingeschossige verputzte Gebäude auf Sockel mit ziegelgedecktem Mansarddach, mittlerem Giebelrisalit in der nördlichen Längsfassade mit dem markanten repräsentativen Portikus auf vier ionischen Säulen im klassizistischen Stil und dem weiteren Risalit an der anderen Längsseite mit einem weiteren Eingang, sowie mit gerahmten eckigen Fenstern, wurde 1922 freistehend auf einem 5589 m² großen Grundstück für den Bremerhavener Schiffkaufmann von der Meden gebaut.
1931 erwarb der Bremerhavener Schlachter Heinrich Schicht das Haus und nannte es nach seiner Frau Villa Emilienhof. Von 1953 bis 1992 war die Restaurantkette Nordsee (Bremerhaven) Eigentümerin des Anwesens, die bis 1990 hier eine Schulungsstätte betrieb.
Das Landesdenkmalamt befand u. a.: „… auf großzügigem Grundriss in klassizistischer Formensprache erbaute Bauwerk besitzt einen repräsentativen … Portikus … .“